# Васино (Кировоградская область)
Ва́сино (укр. Васине) — село в Субботцевской сельской общине Кропивницкого района Кировоградской области Украины.
До 2020 года входило в Знаменский район
Население по переписи 2001 года составляло 248 человек. Почтовый индекс — 27454. Телефонный код — 5233. Занимает площадь 2,08 км². Код КОАТУУ — 3522284202.